# Vikki Carr
Florencia Vicenta de Casillas Martinez Cardona (El Paso, 19 juli 1941), beter bekend als Vikki Carr, is een Amerikaanse zangeres die in verschillende muziekgenres actief was, waaronder jazz, pop en country. Haar grootste successen haalde ze echter door in het Spaans te zingen.
Haar eerste hit was He's a Rebel, die de vijfde plaats bereikte in de Australische ultratop. In eigen land was het echter geen succes. In Nederland kwam zij met It must be him, een cover van Gilbert Bécauds Seul sur son étoile, in augustus 1967 bijna in de Veronica Top 40 terecht.

## Discografie

### Albums
- Color Her Great! (1963)
- Discovery! (1964) (U.S. #114)
- Discovery Vol. II (1964)
- Anatomy of Love (1965)
- The Way of Today (1966) (UK #31)
- Intimate Excitement (1967)
- It Must Be Him (1967) (U.S. #12; UK #12)
- Great Performances (1967) (enkel in het Verenigd Koninkrijk)
- Vikki! (1968) (U.S. #63)
- Don't Break My Pretty Balloon (1968)
- For Once in My Life (1969) (U.S. #29)
- Nashville by Car (1970) (U.S. #111)
- The Ways to Love a Man (1971)
- Que Sea El (1971)
- Love Story (1971) (U.S. #60)
- Superstar (1971) (U.S. #118)
- The First Time Ever (I Saw Your Face) (1972) (U.S. #146)
- En Español (1972) (U.S. #106)
- Ms. America (1973) (U.S. #142)
- Live at the Greek Theatre (1973) (U.S. #172)
- One Hell of a Woman (1974) (U.S. #155)
- Hoy (1975) (U.S. #203)
- Y El Amor (1980)
- El Retrato Del Amor (1981)
- Vikki Carr (1982)
- A Todos (1984)
- Simplemente Mujer (1985) (U.S. Latin Pop #15; U.S. Regional Mexican #3)
- Promesas (1986)
- Esta Noche Vendras (1986)
- OK Mr. Tango (metMariano Mores) (1986)
- Me Enloqueces (1987)
- Dos Corazones (met Vicente Fernández) (1987) (U.S. Regional Mexican #2)
- Esos Hombres (1988) (U.S. Latin Pop #4)
- Set Me Free (1990)
- Cosas Del Amor (1991) (U.S. Latin Pop #1)
- Brindo a la Vida, Al Bolero, a Ti (1993)
- Recuerdo a Javier Solis (1994) (U.S. Latin Pop #10)
- Emociones (1996)
- Vikki Carr con el Mariachi Vargas de Tecalitlan (1998)
- Memories, Memorias (1999)
- The Vikki Carr Christmas Album (2001)